# Dětský fond Organizace spojených národů

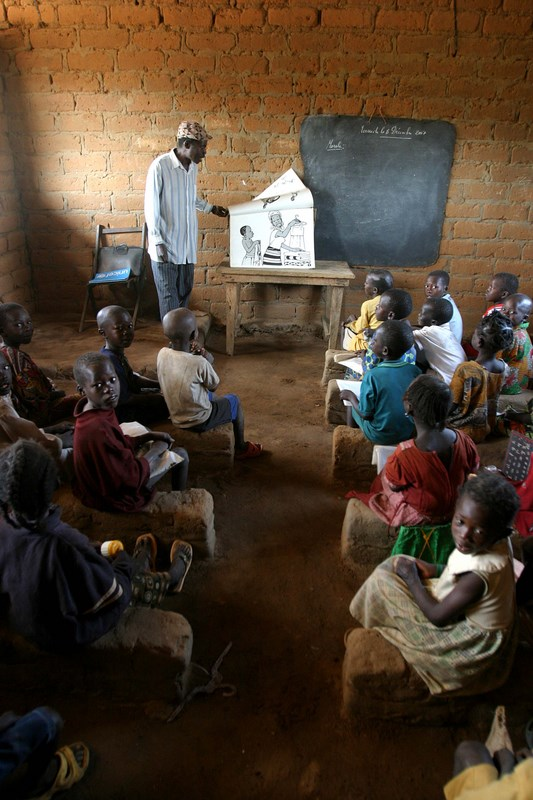
Výuka dětí ve Středoafrické republice

Dětský fond Organizace spojených národů (anglicky United Nations Children’s Fund) je částí Organizace spojených národů. Je to největší světová organizace, která se celosvětově zabývá ochranou a zlepšováním životních podmínek dětí a podporou jejich všestranného rozvoje. Byl vytvořen 11. prosince 1946.
Do roku 1953 se nazýval Mezinárodní dětský fond neodkladné pomoci. Z anglického originálu tohoto názvu United Nations International Children’s Emergency Fund vznikla zkratka UNICEF, která se používá dodnes. Má zastoupení v 193 zemích.

## Stručná historie
Organizace byla založena v roce 1946 jako podpora proti utrpení dětí po 2. světové válce. V roce 1953 se fond stal trvalou součástí OSN a došlo k jeho přejmenování na United Nations Children’s Emergency Fund. Původní zkratka UNICEF zůstala zachována. Organizace je držitelem Nobelovy ceny míru za rok 1965.

## Sídlo a vedení
UNICEF sídlí v New Yorku, má sedm regionálních kanceláří a zastoupení ve 193 zemích světa. V 37 vyspělých zemích, včetně Česka, existují tzv. národní výbory pro UNICEF, které mají za úkol popularizaci práv dětí a získávání finančních prostředků pro činnosti UNICEF v rozvojových zemích.
UNICEF řídí Výkonná rada, která má 36 členů a která rozhoduje konsensem. Prakticky vede UNICEF prezident a čtyři viceprezidenti. Členy Výkonné rady nominují jednotlivé vlády členských států OSN, přičemž každá část světa má stanoven počet míst v radě. Afrika má rezervováno 8 křesel, Asie 7 zástupců, východní Evropa 4 zástupce, Latinská Amerika a Karibik 5 křesel, západní Evropa a další státy 12 zástupců.
Od založení UNICEF v roce 1946 se v čele organizace vystřídaly tyto osobnosti:
- Maurice Pate do roku 1965
- Henry R. Labouisse do roku 1979
- James P. Grant do roku 1995
- Carol Bellamy – současná prezidentka

## Český výbor pro UNICEF
Vznikl v roce 1991 jako nevládní nezisková organizace na podporu Dětského fondu OSN v Česku. Výbor si za své cíle vytkl:
- informovat veřejnost o poslání a konkrétní činnosti UNICEF
- shromažďovat finanční prostředky pro pomoc dětem celého světa
- upozorňovat veřejnost na situaci dětí ve světě i v Česku
- podporovat naplňování dětských práv v Česku